# Johann Ulrich Fitzi

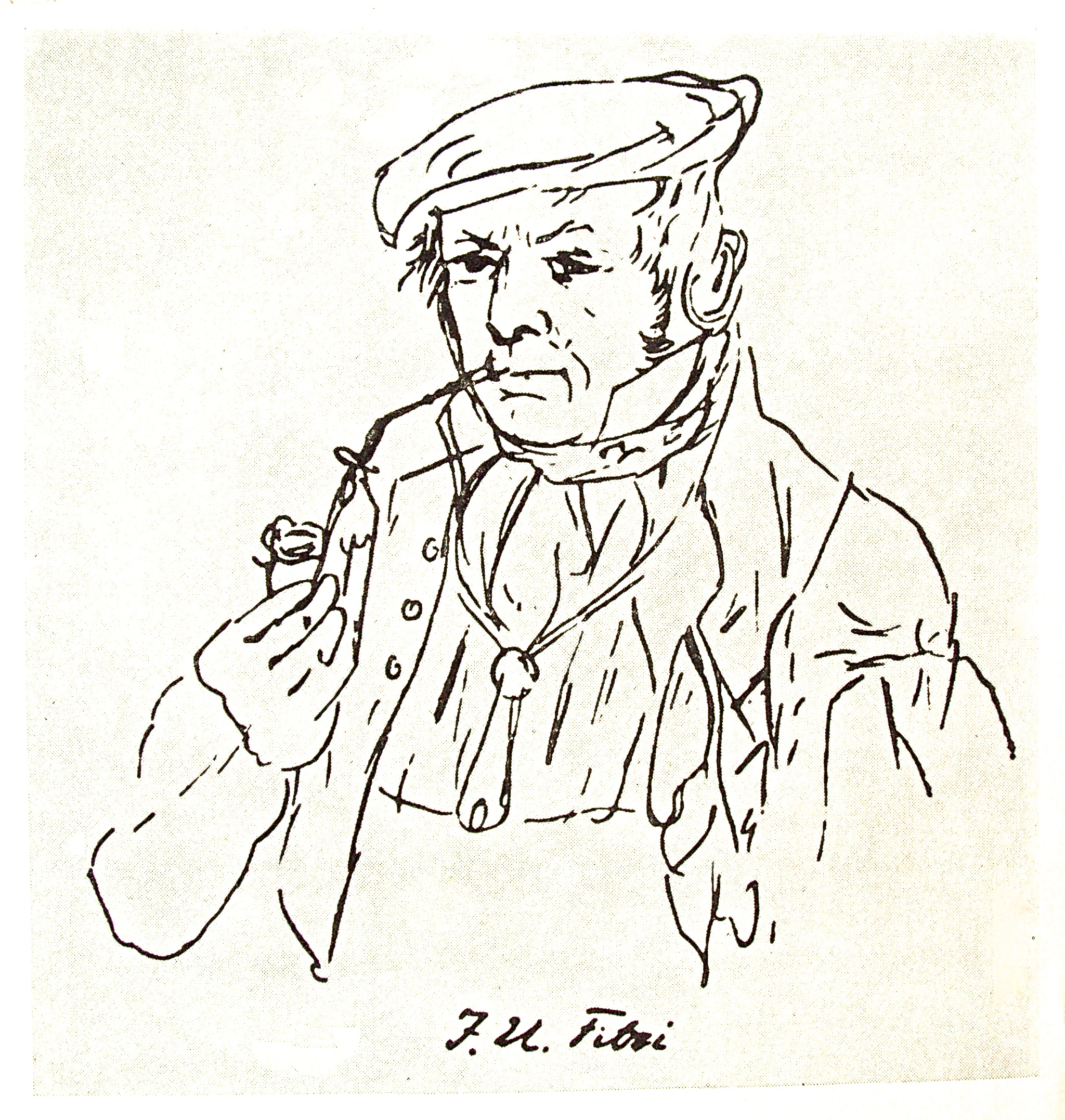
Autoritratto di Johann Ulrich Fitzi, realizzato tra il 1850 e il 1855

Johann Ulrich Fitzi (Teufen, 16 aprile 1798 – Speicher, 15 gennaio 1855) è stato un pittore e illustratore svizzero. È noto per le sue numerose vedute di edifici e villaggi appenzellesi eseguite con esattezza fotografica che lo resero celebre e costituiscono importanti fonti storiche.

## Biografia
Figlio di Johann Konrad Fitzi, tessitore e commerciante di piccioni, poi macellaio e oste, e di Anna Barbara Hauser. Si sposò tre volte: nel 1824 con Anna Magdalena Zürcher, figlia di Ulrich Zürcher, nel 1837 con Anna Maria Lendenmann, figlia di Konrad Lendenmann, e nel 1840 con Anna Barbara Nänni, figlia di Ulrich Nänni.
Durante le scuole a Teufen lavorò come pastorello. Più tardi, la generosità di alcuni protettori gli permise di frequentare una scuola privata. Dal 1810 circa fu domestico presso il medico e ricercatore Caspar Tobias Zollikofer a San Gallo, dove apprese il disegno e l'acquerello. Assieme a Zollikofer realizzò più di 1000 riproduzioni di piante e insetti. Dal 1821 fu disegnatore, copista, colorista, incisore di matrici per lo stampaggio di tessuti e insegnante di disegno indipendente a Trogen e Speicher. Autore del rilevamento topografico del comune di Trogen tra il 1825 e il 1829, insegnò disegno presso la locale scuola cantonale dal 1838 al 1842.

## Opere

Vista su Heiden da sudovest, acquerello, 1850 circa

I paesaggi di Johann Ulrich Fitzi sono esposti presso il Museum Gais. Alcune sue opere sono anche presenti presso la collezione del British museum, del Kulturmuseum St. Gallen, e del Museum Appenzell.